# Topa de Jos
Topa de Jos – wieś w Rumunii, w okręgu Bihor, w gminie Dobrești. W 2011 roku liczyła 197 mieszkańców.